# Жан-Люк Бамбара
Жан-Люк Бамбара (фр. Jean-Luc Bambara. 1963, Гаранго, Верхня Вольта (нині Буркіна-Фасо)) — сучасний буркинійський скульптор.

## Біографія
Ж.-Л. Бамбара походить з народності Біссі. Він є автором скульптурних зображень святих у кафедральному соборі столиці країни Уагадугу, а також у ряді інших церков Буркіна Фасо. Виставки робіт Ж.-Л. Бамбара з успіхом пройшли у Німеччині, США, Іспанії і Португалії. Ряд його скульптур встановлений на площах і вулицях Уагадугу. Жан-Люк Бамбара є також одним з ентузіастів розвитку і жертводавцем буркинійского Парку скульптур Лаонго.

## Фототека

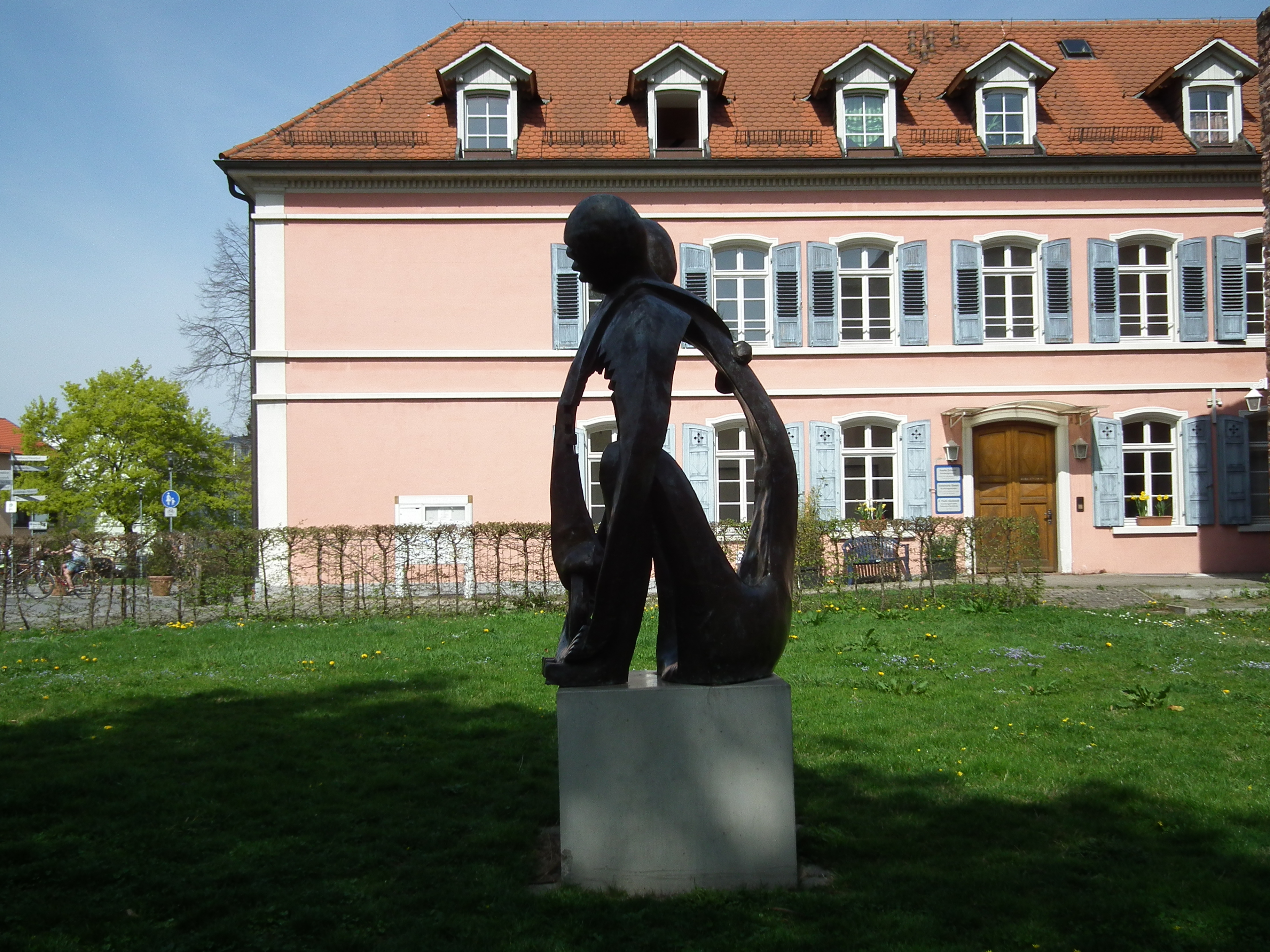
La Protéction
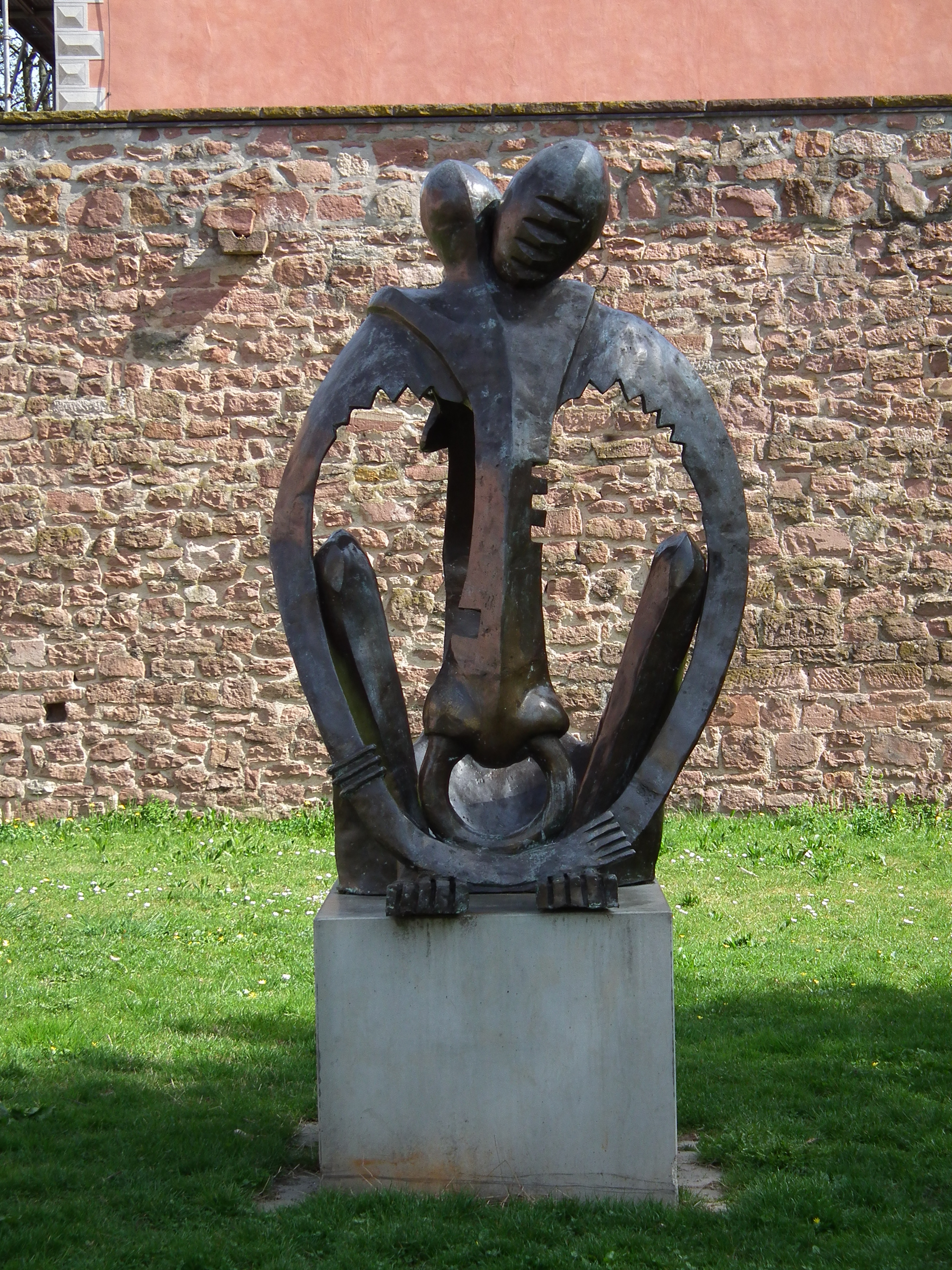
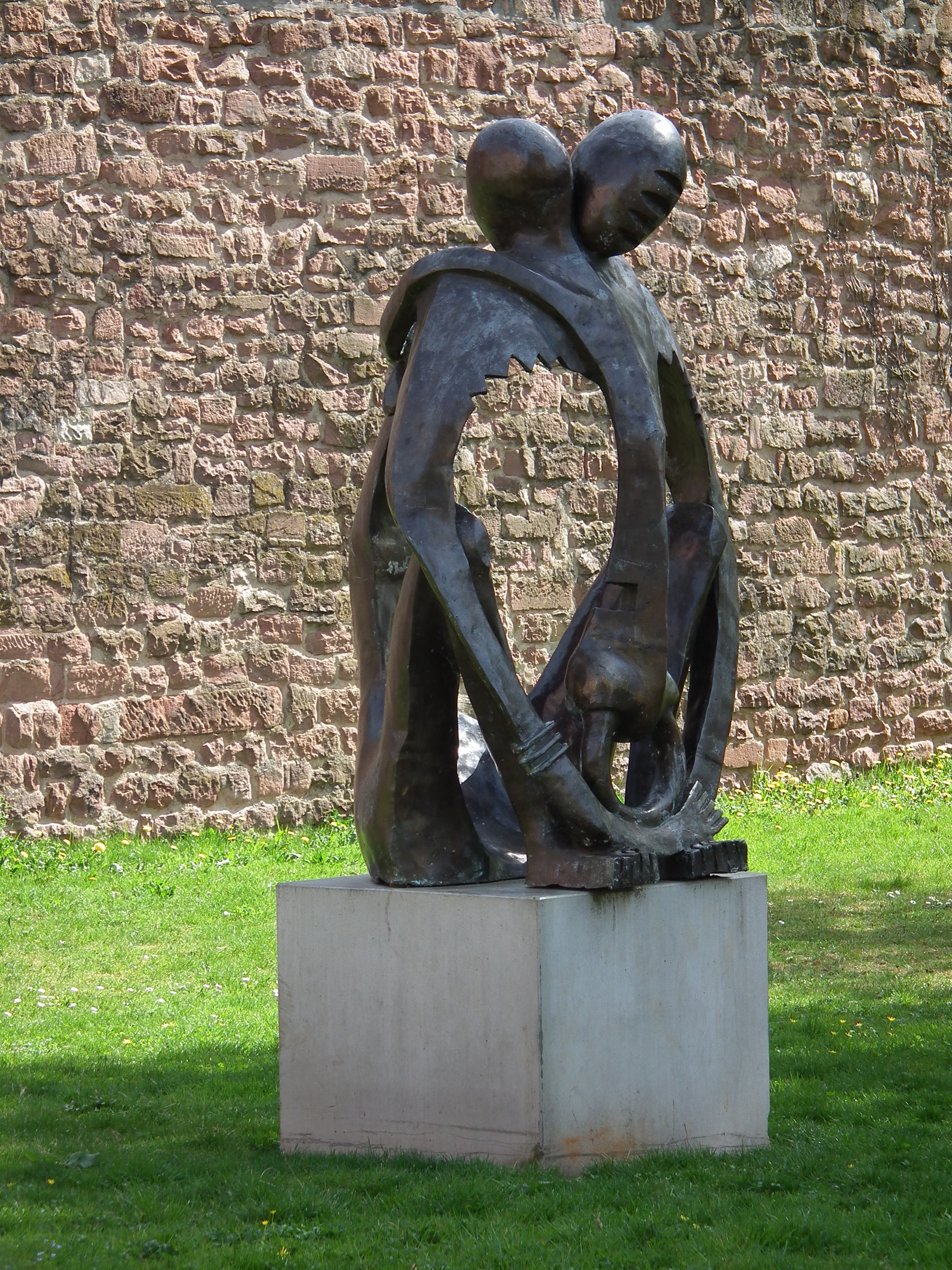